# Paavo Lonkila
Paavo Olavi Lonkila (Kiuruvesi, 11 gennaio 1923 – Kiuruvesi, 22 settembre 2017) è stato un fondista finlandese.

## Biografia
Lonkila debuttò in campo internazionale ai Mondiali del 1950 (5° nella 18 km, argento nella staffetta con Heikki Hasu, Viljo Vellonen e August Kiuru); nello stesso anno vinse il secondo dei suoi argenti ai Campionati finlandesi, ai quali negli anni successivi avrebbe aggiunto due bronzi, ma nessun oro.
Nel 1951 vinse la 18 km di Holmenkollen e nel 1952, ai VI Giochi olimpici invernali, conquistò la medaglia d'oro nella staffetta 4x10 km, insieme a Heikki Hasu, Urpo Korhonen e Tapio Mäkelä con il tempo totale di 2:20:16 (tempo personale 36:52), e il bronzo nella 18 km con 1:02:20,0, dietro a Hallgeir Brenden e Tapio Mäkelä.

## Palmarès

### Olimpiadi
- 2 medaglie, valide anche ai fini iridati:
  - 1 oro (staffetta a Oslo 1952)
  - 1 bronzo (18 km a Oslo 1952)

### Mondiali
- 1 medaglia, oltre a quelle conquistate in sede olimpica e valide anche ai fini iridati:
  - 1 argento (staffetta a Lake Placid 1950)

### Campionati finlandesi
- 4 medaglie[1]:
  - 2 argenti (18 km nel 1949; 18 km nel 1950)
  - 2 bronzi (18 km nel 1952; 18 km nel 1955)